# Allium aflatunense
Allium aflatunense ist eine Pflanzenart aus der Gattung Lauch (Allium) in der Unterfamilie der Lauchgewächse (Allioideae) innerhalb der Pflanzenfamilie der Amaryllisgewächse (Amaryllidaceae). Sie ist in Zentralasien verbreitet und wird als Zierpflanze verwendet.

## Beschreibung

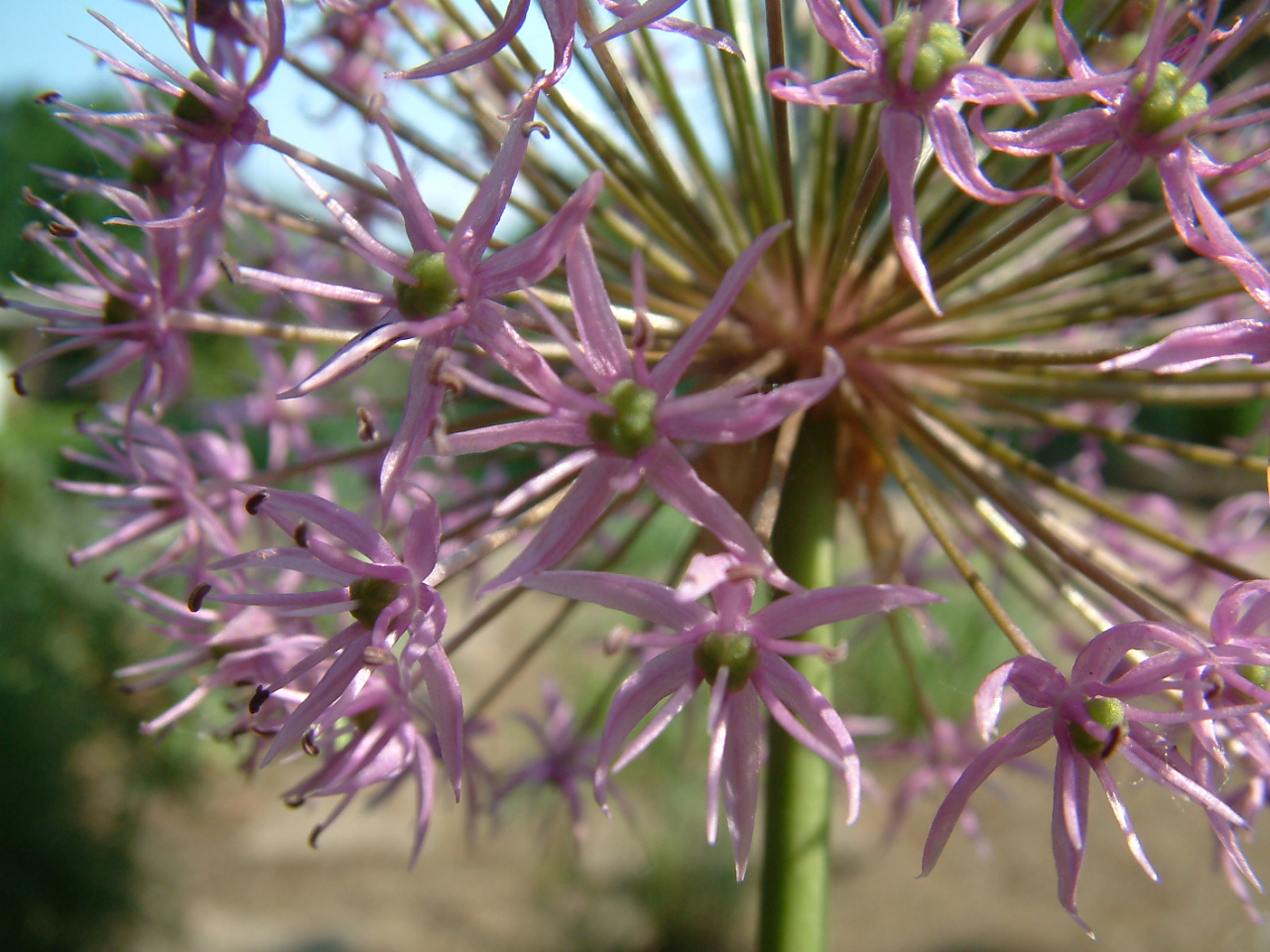
Verblühender Blütenstand

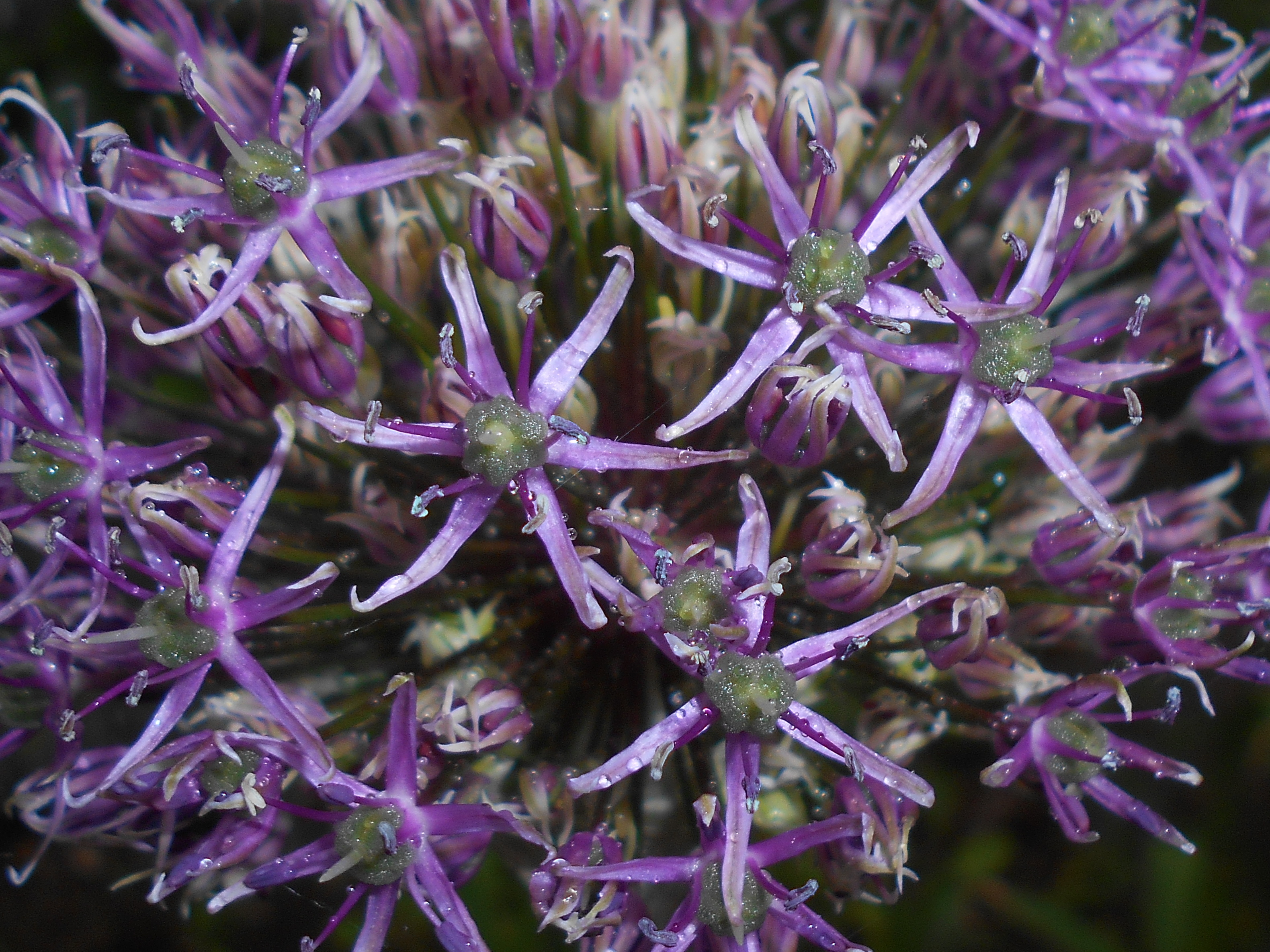
Einzelblüten

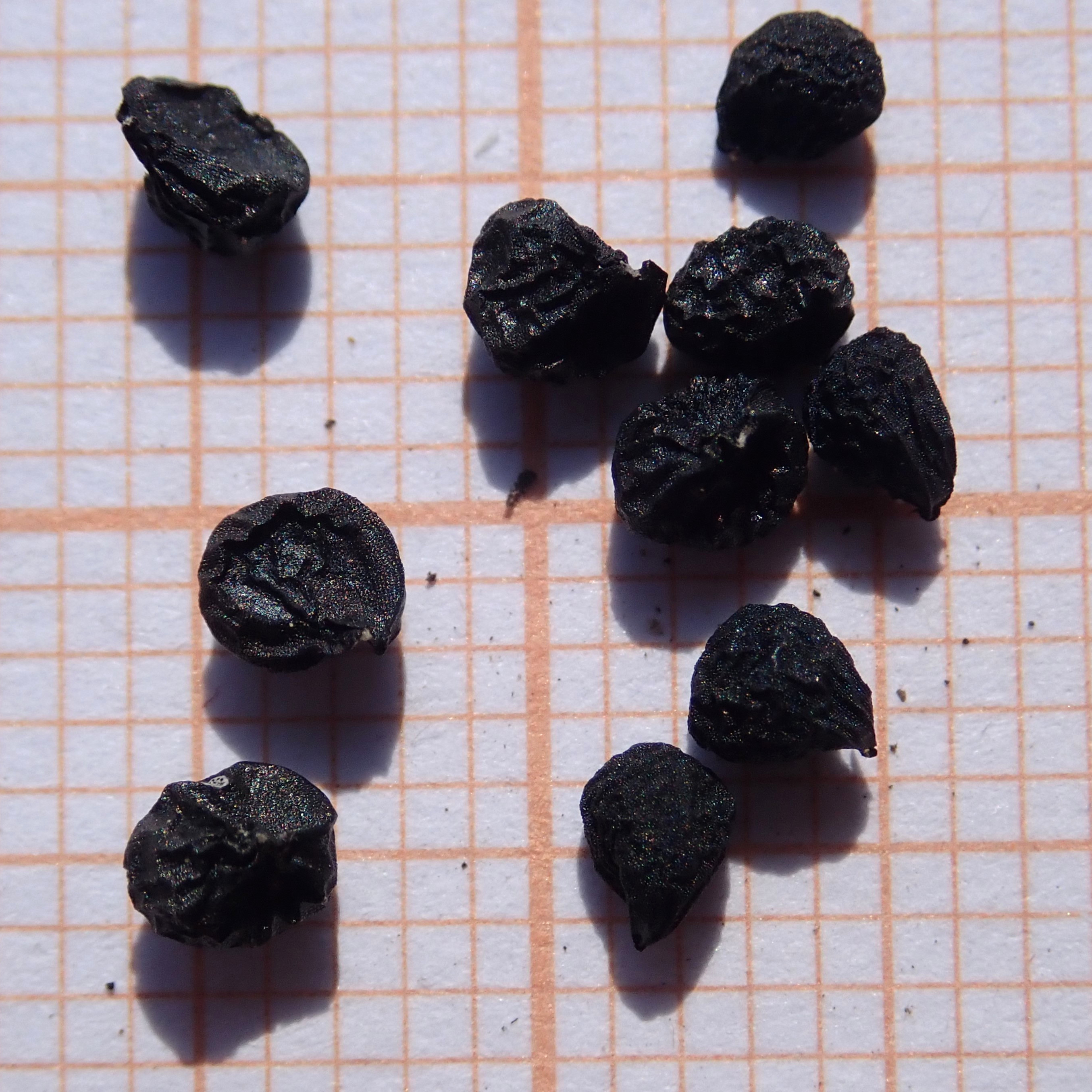
Schwarze Samen auf Millimeterpapier

### Vegetative Merkmale
Allium aflatunense ist eine ausdauernde krautige Pflanze, die Wuchshöhen von 80 bis 120 (selten 150) Zentimetern erreicht. Die Zwiebeln sind eiförmig bis kugelig, 2 bis 6 Zentimeter dick und haben eine weißliche, membranartige Hülle. Die 6 bis 8 einfachen, grundständigen, kahlen Laubblätter mit bodennahen Blattscheiden sind länglich bis lanzettlich, bis 12 Zentimeter breit, blaugrün mit schmalem hellen Rand. Sie sind kürzer als der Stängel.

### Generative Merkmale
Die Blütezeit ist im Mai und Juni. Der aufrechte, kräftige, leicht gerippte, zylindrische, grüne oder graugrüne Blütenstandsschaft erreicht Wuchshöhen von 80 bis 120 (selten 150) Zentimeter. Der kugelige, dicht doldige Blütenstand hat einen Durchmesser von 7 bis 10 Zentimetern mit vielen sternförmigen Blüten. Das vierzipfelige Hüllblatt ist kürzer als die Dolde; die ungleich langen Blütenstiele sind 2- bis 4-mal so lang wie die Blüten.
Die Blütenhüllblätter sind schmal linealisch bis lanzettlich, bis 9 Millimeter lang und 2,5 Millimeter breit, hellviolett mit dunklerem Mittelnerv, anfangs aufrecht, später zurückgebogen und verdreht. Die an der Basis verwachsenen Staubblätter stehen etwas über die Spitze der Blütenhüllblätter hinaus. Die drei Fruchtblätter sind zu einem oberständigen, kahlen, an der Basis deutlich verdickten, warzigen Fruchtknoten verwachsen und bilden eine breit eiförmige Kapselfrucht von etwa 5 Millimeter Durchmesser mit mattschwarzen Samen.

### Chromosomensatz
Die Chromosomengrundzahl beträgt x = 8; es tritt Diploidie mit einer Chromosomenzahl von 2n = 16 auf.

## Vorkommen
Allium aflatunense ist in den zentralasiatischen Ländern Kasachstan und Kirgistan verbreitet. Im europäischen Russland gilt er als eingebürgert. Im natürlichen Verbreitungsgebiet besiedelt Allium aflatunense montane und subalpine Regionen.

## Systematik
Die Erstveröffentlichung von Allium aflatunense erfolgte 1904 durch Boris Alexejewitsch Fedtschenko in Bulletin de l'Herbier Boissier, 2. Auflage, Teil 4, S. 917. Das Artepithetum aflatunense bedeutet „von Aflatun“ und bezieht sich hier auf den Ort Aflatun (kirgisisch: Афлатун), auch Avletim (kirgisisch: Авлетим) genannt, in der kirgisischen Region Dschalal-Abad, wo Typusexemplare gesammelt wurden. Zwiebeln von Allium aflatunense wurden auch im Tal des Maidantals im westlichen Tian Shan gesammelt.
Allium aflatunense gehört zur Untergattung Melanocrommyum (Webb & Berth.) Rouy in der Gattung Allium. Einige als Allium aflatunense im Gartenbau angebotene Kultursorten unterscheiden sich in ihren vegetativen Merkmalen deutlich von Allium aflatunense B.Fedtsch. und wurden deshalb mit dem wissenschaftlichen Namen Allium aflatunense hort. non B.Fedtsch. bezeichnet. Diese Kultursorten, zu denen auch die weit verbreitete Sorte ‘Purple Sensation’ gehört, wurden 1993 als neue Art Allium hollandicum R.M.Fritsch beschrieben, siehe Holland-Lauch. Genetische Untersuchungen haben bestätigt, dass die taxonomische Trennung in zwei verschiedene Arten gerechtfertigt ist und dass A. aflatunense und A. hollandicum weniger eng miteinander verwandt sind als mit anderen Arten der Untergattung Melanocrommyum.

## Verwendung
Allium aflatunense ist als Zierpflanze weit verbreitet. Verschiedene Arten, Sorten und Hybriden werden im Handel jedoch oft fälschlicherweise unter dem Namen Allium aflatunense angeboten. Die großen Laucharten der Untergattung Melanocrommyum wie A. aflatunense, A. hollandicum, A. jesdianum, A. rosenbachianum und A. stipitatum haben ähnlich große, kugelförmige Blütenstände und werden oft als „Paukenschläger“-Lauche bezeichnet. Die Blütenmerkmale variieren in Farbe und Form auch innerhalb der einzelnen Arten und eignen sich daher kaum zur Unterscheidung der Arten.
Allium aflatunense gilt als winterhart bis −34 °C (Zone 4) und eignet sich wie andere „Paukenschläger“-Lauche einzeln oder in Gruppen für sonnige Steppenpflanzungen, Staudenbeete und gemischte Rabatten auf möglichst durchlässigem Boden. Er ist eine gute Schnittblume und auch für Trockensträuße geeignet.